# 有山定次郎
有山 定次郎（ありやま さだじろう、生没年不詳）とは明治時代の石版画家、また石版画の版元。

## 来歴
明治20年から明治30年ころに東京府神田区新石町6番地、後に神田区神田鍋町15番地において地本問屋を営業しており、画工にして店舗を開いて自作のリトグラフなどの作品を販売した明治中期における石版額絵の代表的な版元であった。その作品には美人画、風景画、歴史画、戦争画などがみられる。

## 作品
- 有山定次郎 「東洋之貴嬢」 石版筆彩 明治24年
- 有山定次郎 「皇居二重橋御出門之図」 石版筆彩 明治24年
- 有山定次郎 「東京名所」シリーズ12枚揃 石版筆彩
- 有山定次郎 「大日本三景」 石版筆彩